# Fläckrocka
Fläckrocka (Raja montagui) är en rockeart som beskrevs av Henry Weed Fowler 1910. Fläckrocka ingår i släktet Raja och familjen egentliga rockor. Arten förekommer tillfälligt i Sverige, men reproducerar sig inte. Inga underarter finns listade i Catalogue of Life.
Arten förekommer i östra Atlanten och i Medelhavet nära kusten. Utbredningsområdet i Atlanten sträcker sig från Skagerrak och Shetlandsöarna till Kanarieöarna. Fläckrocka dyker vanligen till ett djup av 100 meter och sällan till 283 meter. Vuxna exemplar är vanligen 60 cm långa och de största individerna når en längd av 80 cm. Ungdjur äter små kräftdjur och vuxna exemplar har större kräftdjur och fiskar som föda.
Fläckrocka fiskas och den hamnar ibland som bifångst i fiskenät. Hela populationen är fortfarande stabil. IUCN kategoriserar arten globalt som livskraftig.